# جرج وانکی
جرج وانکی (به انگلیسی: George Onekea) (زادهٔ ۲۵ مارس ۱۹۳۹) شناگر اهل ایالات متحده آمریکا است.